# 澤部肇
澤部 肇（さわべ はじめ、1942年1月9日 - ）は、日本の経営者。TDK社長、会長を務めた。

## 来歴・人物
東京都出身。早稲田大学高等学院を経て、1964年に早稲田大学政治経済学部を卒業し、同年に東京電気化学工業（のちのTDK）に入社した。1996年6月に取締役に就任し、1998年6月に社長に就任。2006年6月から2011年6月までに会長を務めた。
2020年4月に旭日重光章を受章した。